# Johannes Fake Berghoef

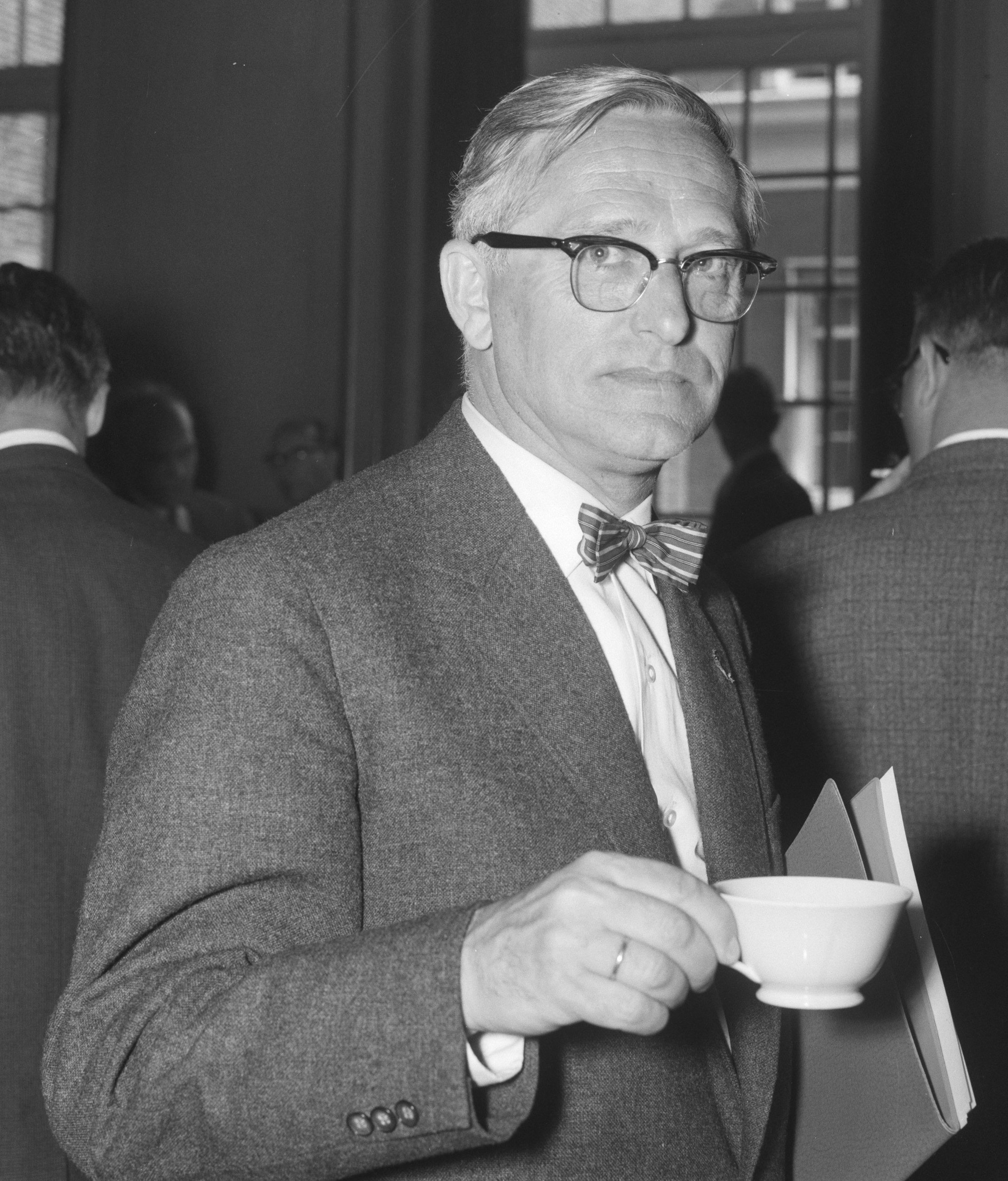
J.F. Berghoef (1961)

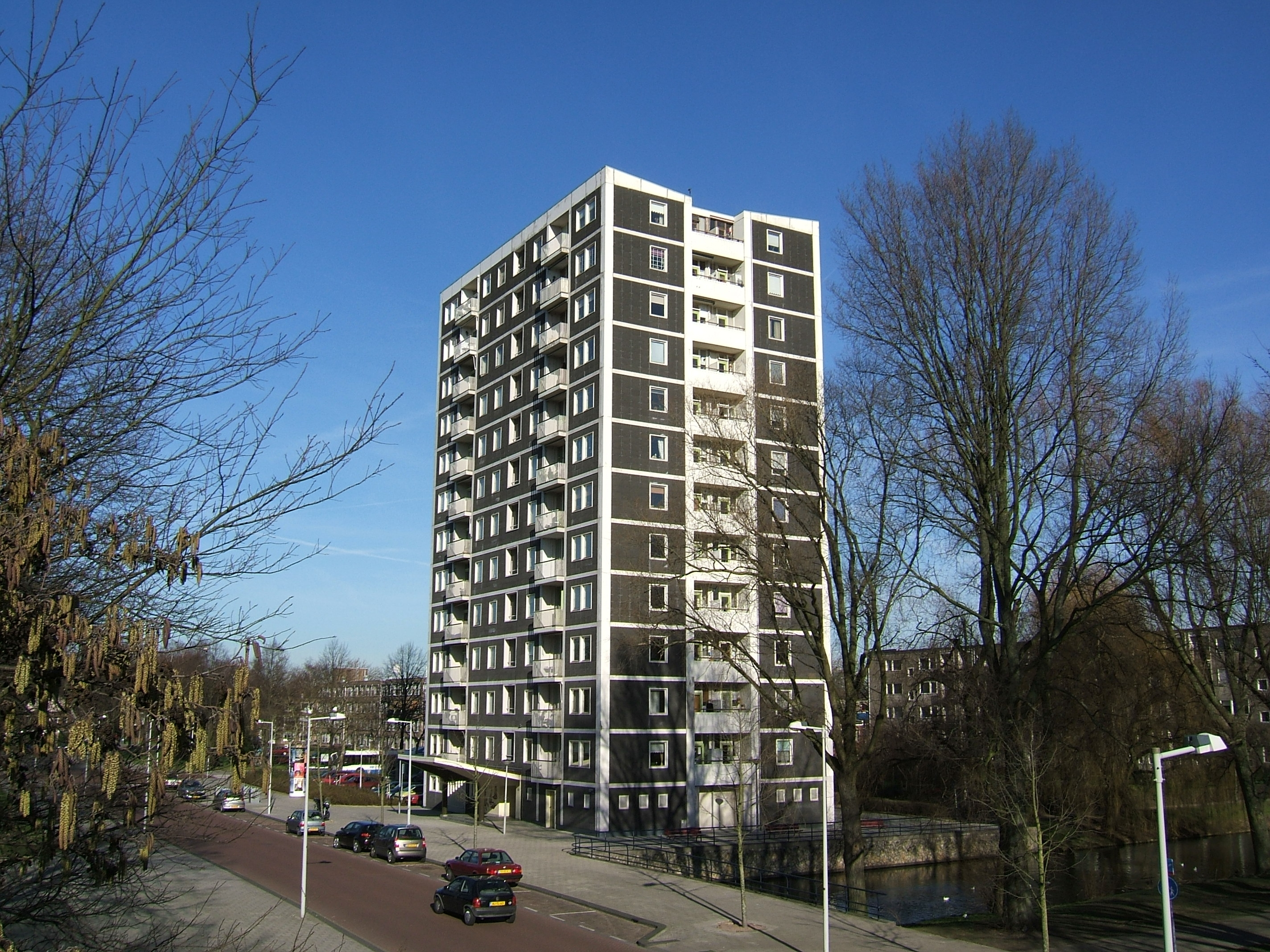
Hochhaus Sloterhof

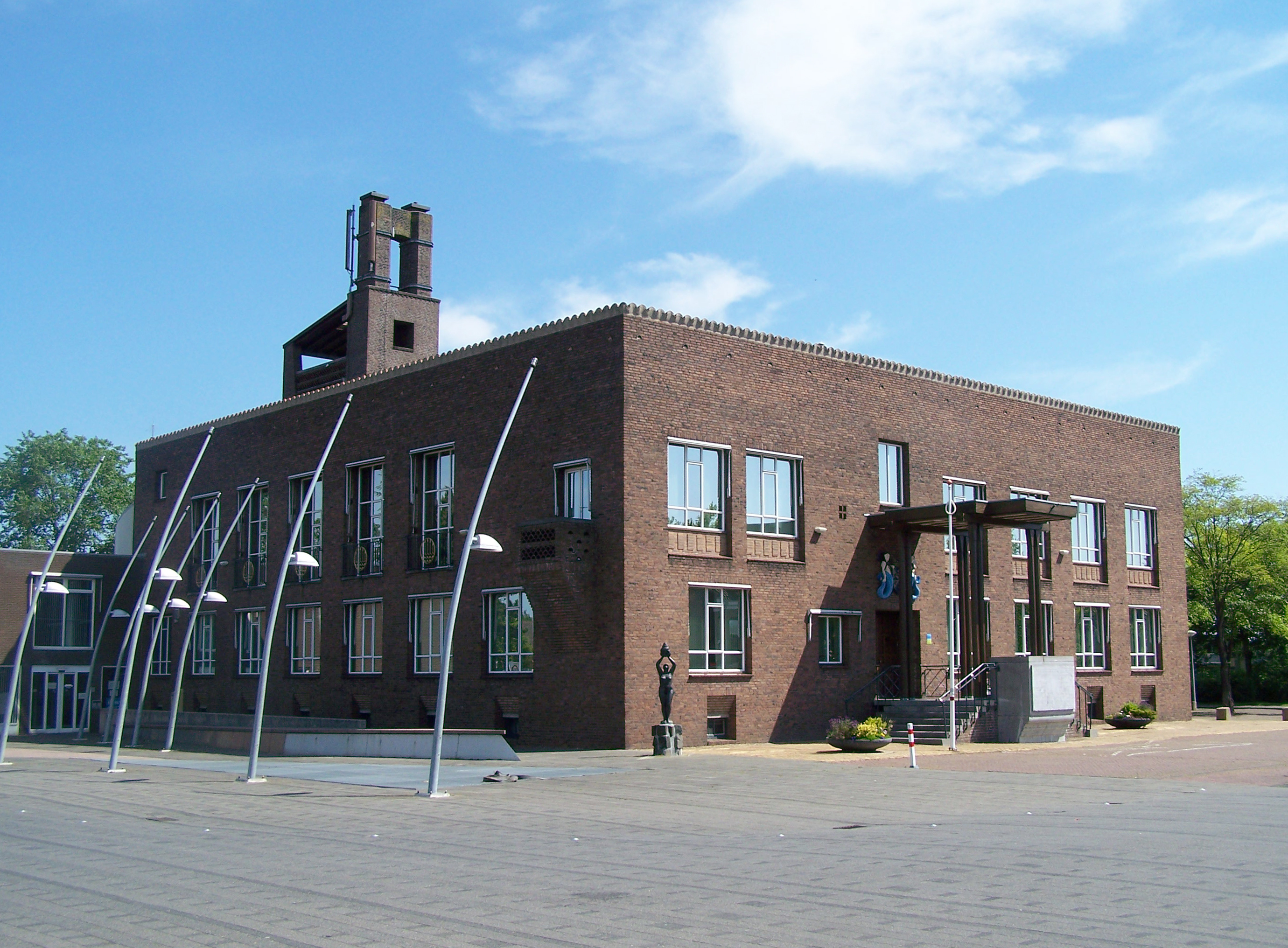
Rathaus von Wieringermeer

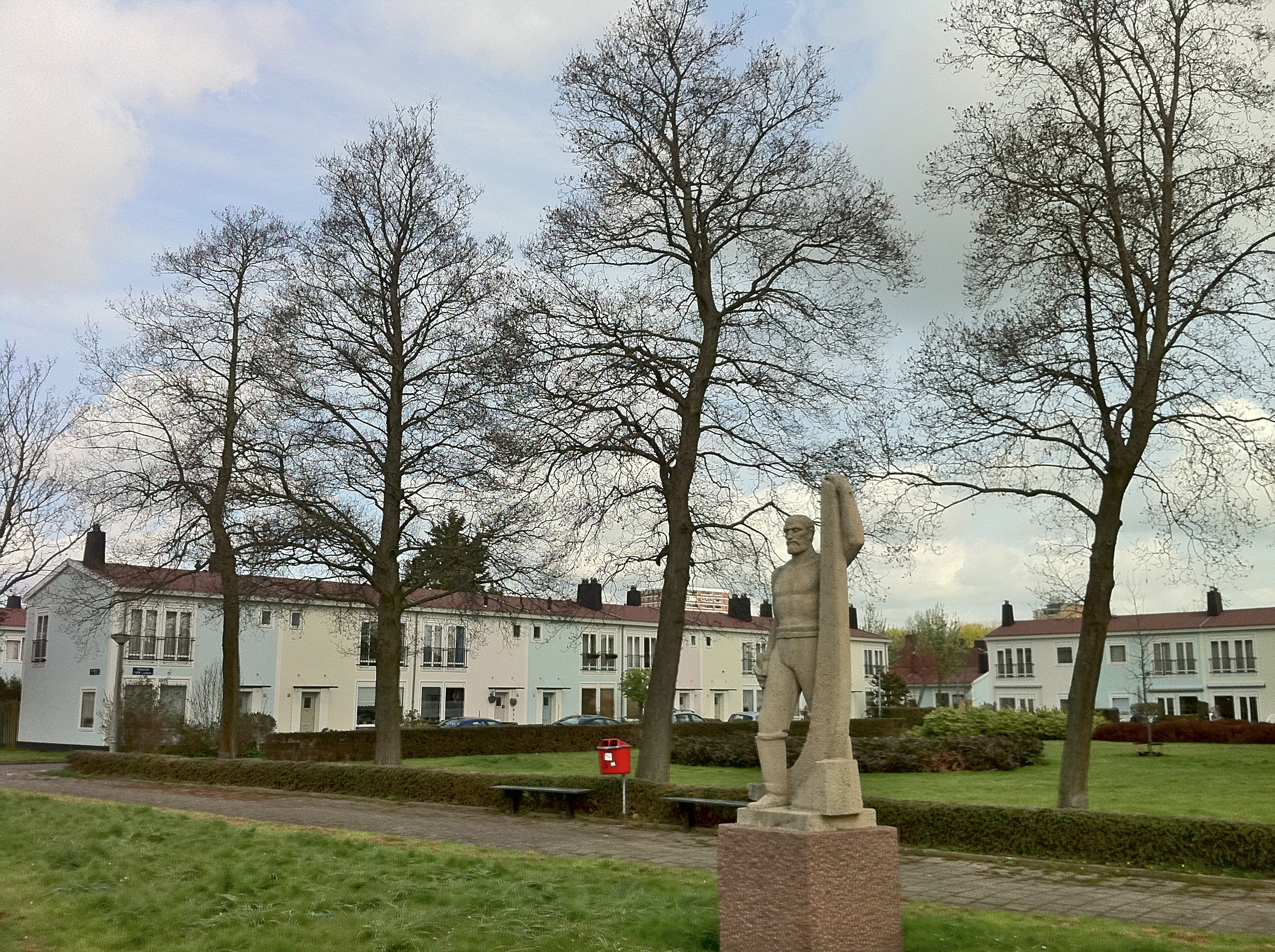
Airey Wohnungen in Nieuwendam

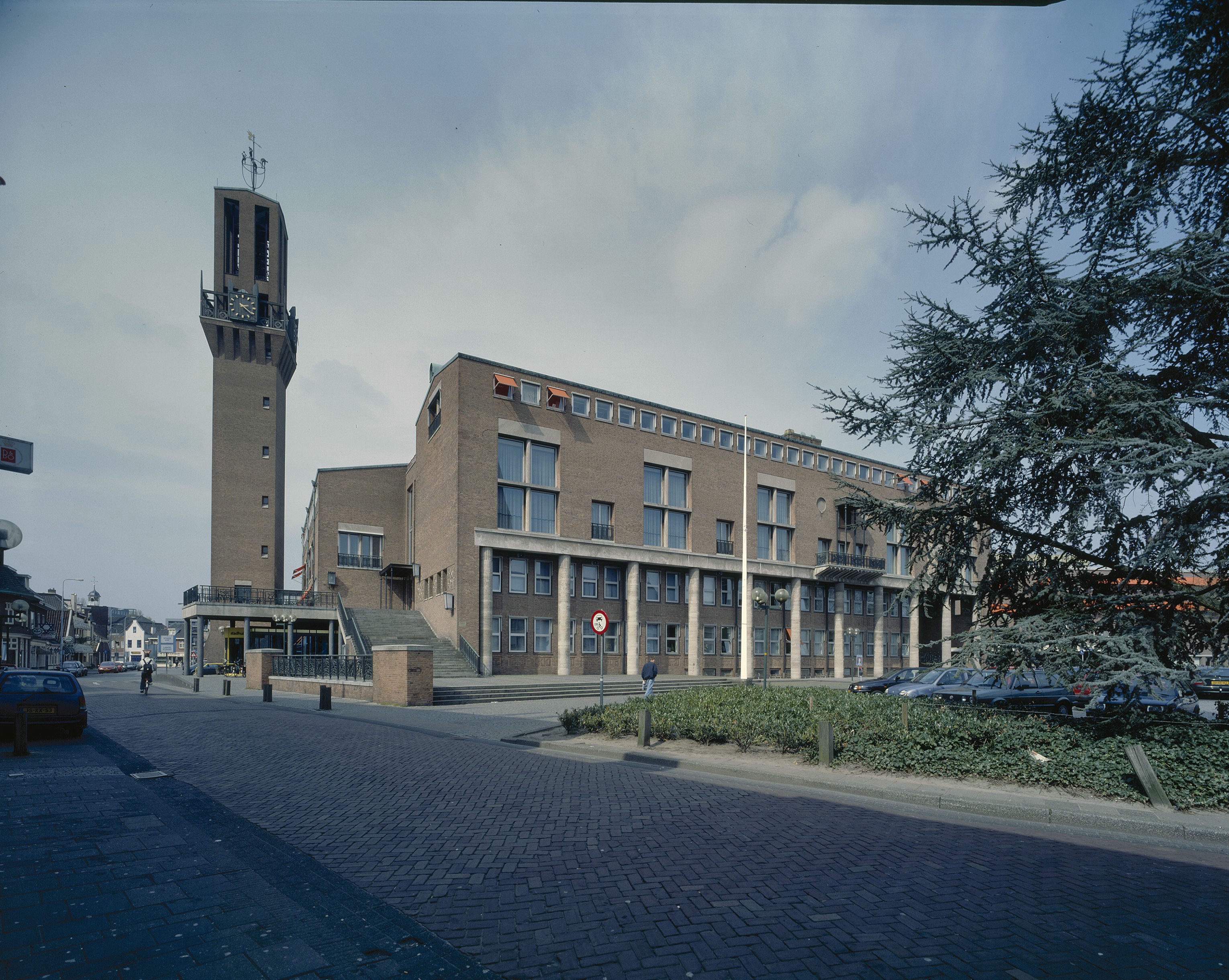
Rathaus von Hengelo (Overijssel)

Johannes Fake Berghoef (* 14. Februar 1903 in Aalsmeer; † 9. März 1994) war ein niederländischer Architekt.

## Leben
Er hatte seine Wurzeln in der Delfter Schule, ließ aber in den 1950er Jahren mehr Einflüsse des Neuen Bauens in sein Werk einfließen. Dabei entwickelte er seinen eigenen Stil, der sowohl funktionalistisch war als auch Raum für Eleganz und Ornamentik ließ. Im Jahr 1947 wurde er zum Professor an der Technischen Hochschule Delft ernannt.
Berghoef wurde nach dem Zweiten Weltkrieg bei dem Bau von Airey-Häusern der N.V. Nederlandse Maatschappij voor Volkshuisvesting (Nemavo) in Amsterdam mit einbezogen. Die so genannte „Nemavo-Airey“-Bauweise ist die Bezeichnung für eine Art von System- oder Montagebau, der kurz nach dem Zweiten Weltkrieg in Großbritannien und den Niederlanden weit verbreitet war. Diese Fertighäuser wurden nach ihrem Konstrukteur, Sir Edwin Airey (1879–1955), Ingenieur und Direktor von W. Airey and Sons in Leeds, benannt. Sie konnten relativ schnell realisiert werden, vor allem dank der vorgefertigten Betonelemente. Fast alle Airey-Bauten in den Niederlanden wurden von Berghoef oder den Architekten Zwiers und Klarenbeek entworfen und in Zusammenarbeit mit Bauunternehmer Huibert van Saane gebaut.
Ein bekanntes monumentales Beispiel für die Anwendung dieser Systembauweise ist der Sloterhof, zu dem auch das Hochhaus Hemsterhuisstraat 145–241 im Amsterdamer Stadtteil Slotervaart gehört. Der Sloterhof ist eines von Berghoefs drei Gebäuden auf der Liste der 90 wichtigsten Denkmäler von 1959 bis 1965, zusammen mit dem Rathaus in Hengelo und dem ANWB-Hauptquartier an der Grenze zwischen Den Haag und Wassenaar.
Außerdem entwarf Berghoef in seiner Heimatstadt Aalsmeer das Rathaus, die Christelijk Gereformeerde Lijnbaankerk (1936) und zahlreiche Wohnhäuser. In Arnhem baute er die Heidemij-Wohnung (1961) im Stadtteil Sonsbeek.